# NGC 2134
NGC 2134 je otvoreni skup u zviježđu Stolu. 

## Vanjske poveznice
- SEDS: NGC 2134